# 서울 한양대학교 구 본관
서울 한양대학교 구 본관은 한국전쟁 직후, 한양대학교 캠퍼스를 조성하는 과정에서 1956년 대학 본부로 건립된 건축물이다. 2019년 5월 7일 대한민국의 국가등록문화재 제751호로 지정되었다.

## 개요
「서울 한양대학교 구 본관」은 한국전쟁 직후, 한양대학교 캠퍼스를 조성하는 과정에서 1956년 대학 본부로 건립되었다. 외관을 석재로 마감하고 정면 중앙부에 열주량을 세우는 등 당시 대학 본관 건물에서 보여지는 신고전주의 양식의 디자인적인 요소들이 잘 보존되어 있다. 또한, 우리나라에서 유일하게 공학을 모태로 성장한 대학으로 경제개발기에 중추적인 역할을 한 기술인력을 배출한 한양대학교의 역사를 상징한다는 점에서 의미가 크다.

## 같이 보기
- 한양대학교

## 참고 자료
- 서울 한양대학교 구 본관 - 국가유산청 국가유산포털